# Chlorops testaceus
Chlorops testaceus är en tvåvingeart som beskrevs av Macquart 1851. Chlorops testaceus ingår i släktet Chlorops och familjen fritflugor. Inga underarter finns listade i Catalogue of Life.